# Oncidium dulcineae
Oncidium dulcineae är en orkidéart som först beskrevs av Franco Pupulin och G.A.Rojas, och fick sitt nu gällande namn av Mark W. Chase och Norris Hagan Williams. Oncidium dulcineae ingår i släktet Oncidium och familjen orkidéer. Inga underarter finns listade i Catalogue of Life.